# 伊伦娜号防护巡洋舰
伊伦娜号是德意志帝国海军的一艘防护巡洋舰，也是伊伦娜级防护巡洋舰的首舰。她有一艘姊妹舰威廉王妃号，两舰是德国海军建造的第一批防护巡洋舰。伊伦娜号于1886年在斯德丁的伏尔铿造船厂架设龙骨，1887年7月下水，1888年5月完工并投入舰队使用。这艘巡洋舰是以德皇威廉二世的弟媳伊伦娜公主命名的。建成初期，这艘舰配备14门150（5.9英寸）口径主炮，最高航速为18節（33每小時；21英里每小時）。
在她服役生涯的最初几年，经常护送德皇威廉二世的游艇在欧洲各地巡航。1894年，她被派遣到东亚水域。1897年11月，当奧托·馮·迪德里希占领胶州湾时，她正在码头进行发动机维护，因此缺席作战行动。1898年美西战争期间，美国与西班牙部队之间的马尼拉湾海战刚刚结束，她就出现在菲律宾。伊伦娜号最终在1901年回到德国。她于1914年年初从前线退役，转而成为一艘潛水母艦并一直运作到1921年。1922年，她被当作废品卖掉，并被拆解。

## 设计
作为德国海军完全废除船帆的第一艘军舰，伊伦娜号总长103.7（340英尺），水线长98.9（324英尺），舷宽14.2米（47英尺），吃水6.74米（22.1英尺），满载排水量5,027公噸（4,948長噸；5,541短噸）。她的推进系统由两台卧式伍尔夫歇双缸双胀往复式蒸汽机组成，由四个燃煤的圆柱形双锅炉提供8,223匹指示馬力（6,132千瓦特）动力，最高航速为18節（33每小時；21英里每小時）。舰舱最大载煤量达550公噸（540長噸；610短噸），可以以9節（17每小時；10英里每小時）的速度持续航行2,490海里（4,610；2,870英里）。舰上配有28名军官和337名士兵，经过世纪之交的现代化改造后，舰员配置改为17名军官和357名水兵。
此舰装备4门150毫米RK L/30型单座箍炮，总共携带400发弹药，射程可达8,500米（27,900英尺）。伊伦娜号还在单架上携带10门150毫米RK L/22型短管箍炮。这些炮的射程要短得多，为5,400米（17,700英尺）。舰炮装备被六门37毫米转轮式机关炮包围。她还配备三具350（14英寸）的鱼雷发射管，装有八枚鱼雷，两具发射管安装在甲板上，第三具在船头吃水线以下。该舰于1903年在威廉港进行现代化改造，工作一直持续到1905年。该舰的武器装备得到显著的改进： 四门30倍径箍炮被更换为150毫米SK L/35型速射炮，射程增加到10,000米（33,000英尺）。另外安装8门105毫米SK L/35型速射炮代替22倍径速射炮，并增加6门50毫米SK L/40型速射炮。

## 服役历史
伊伦娜号是德国海军建造的第一艘防护巡洋舰。她最初是以“伊丽莎白号代舰”的合同名义订购的，1886年在斯德丁的伏尔铿造船厂安放龙骨。1887年7月23日下水，随后开始舾装工作。1888年5月25日，她被建造完成并投入德国海军服役。
1888年夏天，伊伦娜号加入驶往英国的舰队，庆祝威廉二世的加冕典礼。她和铁甲舰萨克森号、巴登号以及装甲护卫舰奥尔登堡号一起被分配到第一中队。皇帝的弟弟海因里希亲王指挥着这个中队，他的帅旗就挂在伊伦娜号上。随后，舰队在弗里德里希·霍尔曼（Friedrich Hollmann）海军少将的指挥下在北海进行训练演习。在1889年至1890年间的冬天，伊伦娜号和舰队第二中队进入地中海护送皇帝的游艇霍亨索伦号。在巡游期间，海因里希亲王仍然指挥着伊伦娜号。威廉二世对土耳其和意大利进行国事访问，并访问包括雅典和威尼斯在内的整个地区的港口。最终，伊伦娜号和其他舰队舰只于1890年4月返回德国。
1890年8月，伊伦娜号再次陪同霍亨佐伦号来到英国，参加考斯帆船赛。此后，两舰从英国驶往黑尔戈兰岛庆祝转船仪式，在那里，整个德国舰队加入伊伦娜号和霍亨索伦号的仪式。1894年11月下旬，伊伦娜号被派往卡萨布兰卡，抗议一名德国商人在该市被谋杀。随后，她前往亚洲海域，加入德国海军在东亚甲午战争事件后在该地区的存在舰队布置中。在保罗·霍夫曼海军少将的领导下，伊伦娜号和三艘老式巡洋舰一起组建为远东巡洋舰中队。到1895年，她的姊妹舰威廉王妃号、铁甲舰凯撒号、輕巡洋艦鸬鹚号、护卫舰阿科纳号和炮舰鸡貂号都加入舰队。
1896年，奧托·馮·迪德里希抵达亚洲，指挥巡洋舰中队。他花一年时间勘察该地区，寻找合适的海军基地。这一年年底，伊伦娜号不得不在香港进行彻底的引擎维修，维修工作一直持续到11月30日。她于12月3日重新加入舰队。在此期间，陆军完成对胶州湾租借地的夺取。之后，远东巡洋舰中队被派去当地增援并晋升为东亚分舰队。伊伦娜号被分配到分舰队第一中队。1898年春，伊伦娜号被送到上海进行定期维护。
1898年美西战争期间，伊伦娜号启程前往菲律宾马尼拉，并在马尼拉湾海战之后，于5月6日抵达这个港口。在此之后又有几艘德国战舰加入舰队，包括后来成为舰队旗舰的奥古斯塔皇后号。6月27日，伊伦娜号驶入马尼拉湾时，被美国缉私船麦卡洛克号拦下。7月5日，迪德里克派遣伊伦娜号勘察苏比克湾，并疏散该地区受到菲律宾叛乱分子威胁的所有德国国民。在离开格兰德岛时，伊伦娜号遇到叛军的菲律宾公司号，该船正在威胁西班牙驻军在格兰德岛的安全。叛军指挥官登上伊伦娜号，向舰长报告他的活动。舰长奥本海默告诉他，根据国际法，在叛军旗帜下发动的任何战争行为都是海盗行为。因此，叛乱分子同意返回港口。奥本海默视察该岛上的西班牙守备部队和附近的奥隆阿波叛军基地。在搜寻该地区的德国国民失败后，伊伦娜号于7月7日撤离格兰德岛上的非战斗人员。在离开苏比克湾时，伊伦娜号遇到美国防护巡洋舰罗利号和炮舰康科特号。
美国媒体夸大伊伦娜号与美国舰只相遇的事件，这促使迪德里希决定将伊伦娜号调离该地区，以缓和两国之间的紧张关系。在返回马尼拉并让非战斗人员下船后，伊伦娜号受命离开菲律宾。伊伦娜号前往胶州湾替班阿科纳号，后者奉命前往加罗林群岛和马里亚纳群岛，观察美军占领关岛的情况。在7月9日启程前往胶州之前，伊伦娜号在马里韦莱斯加煤。在胶州时，伊伦娜号进行船员训练。同年11月，她回到马尼拉，但在那里停留很短时间，之后被奥古斯塔皇后号代班。1901年后伊伦娜号回到德国，1903年她进入威廉港帝国造船厂的干船坞进行现代化改造，并于1905年完工。该舰于1914年2月17日除籍，並被重新起用作为一艘母港设在基尔的潛水母艦。1916年，她被转移到威廉港，直到1921年11月26日被报废并以909,000马克出售。1922年她在威廉港被拆解。

## 脚注

### 引文
1. 1 2 3 4 5 6  日本海人社 & 德国巡洋舰史，第21頁
2. ↑  朱鸿飞 2016，第87頁.
3. 1 2  Gröner，第94–95頁.
4. 1 2  Grießmer，第177頁.
5. 1 2 3 4 5  Gröner，第95頁.
6. 1 2  Gardiner，第253頁.
7. 1 2  Gröner，第94頁.
8. ↑  Gröner，第56頁.
9. ↑  劳伦斯，第129頁
10. ↑  劳伦斯，第169頁
11. ↑  劳伦斯，第116頁
12. ↑  Sondhaus，第179頁.
13. ↑  Röhl，第320頁.
14. ↑  Sondhaus，第192頁.
15. 1 2  劳伦斯，第184頁
16. ↑  Sondhaus，第198頁.
17. ↑  Gottschall，第135頁.
18. ↑  劳伦斯，第105頁
19. ↑  日本海人社 & 德国巡洋舰史，第24頁
20. ↑  劳伦斯，第131頁
21. ↑  . 澎湃新闻. 2016-06-22  [2020-01-23]. （原始内容存档于2016-08-04） （中文（中国大陆））.
22. ↑  章騫（2013年），第91页
23. ↑  Sondhaus，第206頁.
24. ↑  Gottschall，第149–150頁.
25. ↑  Gottschall，第157頁.
26. ↑  Gottschall，第172頁.
27. ↑  Gottschall，第164–165頁.
28. ↑  Gottschall，第179頁.
29. ↑  Cooling，第95–96頁.
30. ↑  Gottschall，第200–203頁.
31. ↑  Gottschall，第204–205頁.
32. ↑  Gottschall，第210頁.